# ماريانو فيريرا فيليو
ماريانو فيريرا فيليو (بالبرتغالية: Mariano Ferreira Filho‏) واسم الشهرة ماريانو (بالبرتغالية: Mariano‏) هو لاعب كرة قدم برازيلي في مركز الظهير الأيمن ولد في يوم 23 يونيو 1986 في بلدة ساو خواو في البرازيل، يلعب حالياً مع نادي بوردو وسبق له اللعب مع نادي فلومينينسي ونادي أتلتيكو مينيرو ونادي بيتيم ونادي كروزيرو ونادي تومبينسي ونادي غواراني ويبلغ طوله 177 سم.

## روابط خارجية
- ماريانو فيريرا فيليو على موقع الاتحاد الأوربي (الإنجليزية)
- ماريانو فيريرا فيليو على موقع اتحاد تركيا (لاعب) (الإنجليزية)
- ماريانو فيريرا فيليو على موقع رابطة كرة القدم الفرنسية للمحترفين (الإنجليزية)
- ماريانو فيريرا فيليو على موقع قاعدة بيانات كرة القدم.إي يو (الإنجليزية)
- ماريانو فيريرا فيليو على موقع ليكيب (الفرنسية)
- ماريانو فيريرا فيليو على موقع Soccerbase.com (لاعب) (الإنجليزية)
- ماريانو فيريرا فيليو على موقع Soccerway.com (الإنجليزية)
- ماريانو فيريرا فيليو على موقع عالم كرة القدم.نت (الإنجليزية)
- ماريانو فيريرا فيليو على موقع AS.com (الإسبانية)